# Neuseeländische Badmintonmeisterschaft 1947
Die Neuseeländische Badmintonmeisterschaft 1947 fand in Auckland statt. Es war die 14. Austragung der Badmintonmeisterschaften von Neuseeland. 	

## Titelträger
| Disziplin    | Sieger                              |
| ------------ | ----------------------------------- |
| Herreneinzel | Ron H. Lewis                        |
| Dameneinzel  | Mavis Kerr                          |
| Herrendoppel | P. Anderson B. Whale                |
| Damendoppel  | Margaret Hawksworth Mavis Kerr      |
| Mixed        | Phil Hawksworth Margaret Hawksworth |